# الحنكة سبيح أسفل

تعديل مصدري - تعديل

الحنكة سبيح اسفل هي إحدى قرى عزلة سباح بمديرية سباح التابعة لمحافظة أبين، بلغ تعداد سكانها 43 نسمة حسب تعداد اليمن لعام 2004.